# ゴーイング・ダウン
ゴーイング・ダウン (Going Down)は、アメリカ合衆国のミュージシャン、ソングライターのドン・ニックスが作詞作曲し、1969年にロック・バンド、モロックが最初に取り上げた楽曲である。1971年にリリースされたフレディ・キングのバージョンで知られるようになった。

## 概要
「ゴーイング・ダウン」は、フレディ・キングを始め、ジェフ・ベック・グループ、ザ・フー、ディープ・パープル、ブライアン・フェリー、チキン・シャックら多くのアーティストによって取り上げられ、ブルース・ロックの定番曲の地位を確固たるものとした。
楽曲は基本的には12小節のブルース形式を踏襲しているが、コードがIVあるいはVからIに戻る前に、I-VII-IV-III（キーがDの場合にはD-C-G-F）というコードが4段階で下降していくパターンが挿入されるのが特徴的である。
メンフィスのサイケデリック・ロック・シーンから登場したブルース・ロック・バンド、モロック(Moloch)の1969年リリースのデビュー・アルバム『Moloch』に収録された。同作は、ドン・ニックスがプロデューサー、編曲者、エンジニアとして全面的に関わっており、ソングライティングも全曲彼が手掛けている。収録曲の中には「ゴーイング・ダウン」同様にフレディ・キングの持ち歌として知られることになる「セイム・オールド・ブルース」も含まれている。
1970年にシェルター・レコードとアーティストとして契約をしたニックスが同レーベルから翌年リリースとなったフレディ・キングのアルバム『Getting Ready...』でプロデュースを担当し、キングはここで「ゴーイング・ダウン」を取り上げた。翌年には、ジェフ・ベック・グループがグループと同名のアルバムで取り上げている。

## その他のバージョン
ニックス自身は、1971年のファリー・ルイスらとのツアーを収録したアラバマ・ステイト・トゥルーパーズ名義のライヴ・アルバム『The Alabama State Troupers Road Show』(1972年リリース)で歌っているのを始め、2002年のアルバム『Goin' Down: The Songs of Don Nix』でもセルフ・カバーをしている。
その他、ジョン・リー・フッカー、サヴォイ・ブラウン、スティーヴィー・レイ・ヴォーン、ガヴァメント・ミュール、J・J・ケイル、ジョン・メイオールら幅広い分野の多くのアーティストがカバーしている。